# Zorro (Computerspiel)
Zorro ist ein von Datasoft entwickeltes Computerspiel. Das Action-Adventure erschien 1985 für die damals gängigen Heimcomputer Apple II, Atari 800, Commodore 64 und Schneider CPC. Insbesondere für den Atari 800 war der Genre-Mix des Spiels etwas völlig Neues.

## Handlung
Der Spieler verkörpert Zorro und muss gefundene Gegenstände anderorts einsetzen, um am Ende seine Freundin zu retten, welche zu Anfang von einem spanischen Soldaten entführt wird. Weitere patrouillierende spanische Soldaten fungieren genretypisch als Gegner.

### Spielprinzip und Technik
Es handelt sich um einen Platformer (Multi-Screen). Hauptsächlich findet das Spiel oberirdisch statt, mit vorwiegend gelben Wüsten-Hintergrund, später kommt auch eine Höhle dazu. Die Animation des schwarzen Zorros mit dem langen Degen wurde positiv aufgenommen. Er kann Leitern und Palmen hochklettern, und muss, wie bei Die Goonies (ebenfalls von Datasoft), viele Rätsel lösen. Die Kämpfe finden anfangs vorwiegend an der Hausfassade, auf mehreren Etagen statt.

## Entwicklungs- und Veröffentlichungsgeschichte
Der Programmierer war James Baron, der Grafiker Kelly Day. Die SID-Musik schrieb John A. Fitzpatrick.

## Rezeption
Das deutsche Computerspielemagazin ASM urteilte, Zorro sein ein langweiliges, höchst mittelmäßiges, „stinknormales Gerüstspiel“, das „schnell erdacht und flüchtig gemacht“ wurde und keinen eigenen Charakter habe. Die ASM-Leser wählten Zorro zum schlechtesten Actionspiel des Jahres 1985.
Das britische Magazin Zzap!64 notierte starke formelle Ähnlichkeiten zu den zuvor ebenfalls von Datasoft veröffentlichten Filmumsetzungen Bruce Lee (1983) und Conan (1984). Das Magazin lobte einige der Rätsel im Spiel, kritisierte aber die Grafik, den Sound und die zu einfachen Kämpfe des Spiels.